# Over Kellet
 (avril 2023).
Pour l’article homonyme, voir Nether Kellet.
Over Kellet est un village et une paroisse civile du Lancashire, en Angleterre.